# Isobologramm
Ein Isobologramm oder Isobolen-Diagramm ist eine in der Pharmakologie und Toxikologie verwendete Darstellung der Wirkungsstärke verschiedener Kombinationen zweier Wirkstoffe (Arzneistoffe, Gifte, Pestizide, Herbizide etc.) in Form eines zweidimensionalen Nomogramms mit kartesischen Koordinaten. Dabei werden auf den Achsen die Dosen bzw. Konzentrationen der beiden Wirkstoffe aufgetragen. Eine Linie in diesem System, welche diejenigen Dosierungs- bzw. Konzentrationspaare verbindet, die identische biologische Wirkungen aufweisen, wird Isobole genannt. Aus dem Verlauf der Isobole sind spezifische Wechselbeziehungen zwischen Wirkstoffen (etwa im Sinne eines Synergismus oder Antagonismus) ableitbar.

## Hintergrund
Für einen einzelnen Wirkstoff kann die Beziehung zwischen den zwei Parametern Dosierung und biologischer Antwort in einer klassischen, zweidimensionalen Dosis-Wirkungs-Kurve dargestellt werden. Sollen dagegen zwei Wirkstoffe in Kombination untersucht werden, erhöht sich die Zahl der Parameter auf drei (Dosis des ersten Wirkstoffs, Dosis des zweiten Wirkstoffs, Stärke der biologischen Antwort), so dass auf eine dreidimensionale Darstellung (mit einer Fläche anstelle einer Kurve) umzustellen wäre. Um diese aufwendige Art der Darstellung zu vermeiden, wird die Stärke der biologischen Antwort als Parameter eliminiert, indem hierfür ein bestimmter (grundsätzlich frei wählbarer) Wert (in der Pharmakologie beispielsweise die minimale Effektivdosis oder der ED50- oder ED90-Wert, in der Toxikologie etwa die letale Dosis LD50 oder LD100) fest vorgegeben wird. Damit bleiben nur noch die Konzentrationen der Wirkstoffe als Variablen übrig, und eine zweidimensionale Darstellung wird möglich. In einem Diagramm können mehrere Isobolen für dasselbe Wirkstoffpaar nebeneinander dargestellt werden, die sich auf unterschiedliche biologische Wirkungen beziehen.

## Historische Entwicklung und Anwendungsgebiete
Ursprünglich wurde die Darstellung von Isobolen in der Pharmakologie von Siegfried Walter Loewe und H. Muischnek eingeführt, um aus dem Verlauf der Isobolen Rückschlüsse auf den Wirkungsmechanismus der eingesetzten Wirkstoffe ziehen zu können. Dabei verwendeten sie in ihrer ersten Arbeit zu diesem Thema keinerlei experimentelle Daten, sondern konstruierten verschiedene, theoretisch denkbare Isobolen-Verläufe allein auf der Voraussage unterschiedlicher mechanistischer Wechselwirkungen zwischen den untersuchten Wirkstoffen. Hintergrund dieser Arbeit war es, die damals uneinheitliche Terminologie der Wechselwirkungen zwischen Wirkstoffen, die häufig Begriffe wie „Synergismus“, „Antagonismus“, „Addierung“ und „Potenzierung“ verwendete, ohne diese genauer zu definieren, zu vereinheitlichen, und gleichzeitig ein Werkzeug zu ihrer Bestimmung bereitzustellen.
Als praktische Anwendungsmöglichkeit ergibt sich nicht nur die Unterscheidung zwischen verschiedenen Arten der Wechselwirkung für die untersuchten Wirkstoffe, sondern im Falle des Synergismus auch die Ermittlung eines optimalen Dosierungsverhältnisses der beiden Wirkstoffe, bei dem mit dem geringsten Stoffeinsatz die größte Wirkung erzielt werden kann. In den 1960er Jahren wurde dann die Anwendung von Isobologrammen in die Agrochemie übertragen, um die Dosierung von Pflanzenschutzmitteln zu optimieren. Auch hier war die Idee der Verringerung des Stoffeinsatzes bei maximaler Wirkung (und die damit verbundene Kostenoptimierung) ein wichtiger Anreiz.

## Beispiele
- Wenn zwei Wirkstoffe zwar für sich genommen eine Wirkung erzeugen, aber die Wirkung des jeweils anderen überhaupt nicht beeinflussen: Die Isobole gleicht einer rechtwinklig abknickenden Kurve, die im Isobologramm mit den Achsen ein Rechteck bildet, dessen Ecken durch die Punkte (0;0), (Y;0), (0;X) und (Y;X) beschrieben werden (wobei Y und X die jeweils für den einzelnen Wirkstoff wirksamen Dosen darstellen). Die Isobole verläuft dabei von (Y;0) über (Y;X) nach (0;X).

- Wenn zwei Wirkstoffe eine ideale Additivität der Wirkungen aufweisen: Die Isobole verläuft als gerade Linie von (Y;0) zu (0;X), teilt also das oben beschriebene Rechteck diagonal von links oben nach rechts unten in zwei Dreiecke.

- Wenn zwei Wirkstoffe einander synergistisch beeinflussen: Die Isobole verläuft innerhalb des unteren Dreiecks von (Y;0) zu (0;X). Sie hat Ähnlichkeit mit einem antiproportional verlaufenden Funktionsgraphen (Hyperbel), erreicht aber im Gegensatz zu diesem die jeweiligen Achsen und muss nicht zwingend symmetrische Äste aufweisen.

- Wenn zwei Wirkstoffe einander subadditiv beeinflussen: Die Isobole verläuft innerhalb des oberen Dreiecks von (Y;0) zu (0;X). Sie gleicht einer an der Diagonalen gespiegelten Hyperbel aus dem vorigen Beispiel.

- Wenn zwei Wirkstoffe einander antagonistisch beeinflussen: Die Isobole verläuft außerhalb des im ersten Beispiel beschriebenen Rechtecks von (Y;0) nach (0;X).

- Wenn ein Stoff die Wirkung eines Wirkstoffes verstärkt, aber selbst keine Eigenwirkung aufweist: Die Isobole hat wieder Ähnlichkeit mit dem hyperbel-ähnlichen Verlauf aus dem Synergismus-Beispiel, allerdings erreicht sie die Achse nicht, auf der die Konzentration des verstärkenden Stoffes aufgetragen ist, sondern verläuft im Bereich hoher Konzentrationen des verstärkenden Stoffes parallel zu dieser Achse.

Bei der oben verwendeten Terminologie zur Charakterisierung der Wechselwirkungen (Synergismus, Antagonismus, additive bzw. subadditive bzw. verstärkende Wirkung) ist zu beachten, dass diese Begriffe in der Literatur bis heute nicht einheitlich verwendet werden. So weisen manche Autoren keinen Bereich subadditiver Wirkungen aus, sondern bezeichnen auch diesen als Antagonismus.

## Schwierigkeiten, Kritik, Vereinfachungen
Eine Schwierigkeit bei der Konstruktion von Isobologrammen ergibt sich aus dem Umstand, dass die als Zielgrößen untersuchten biologischen Reaktionen (Beispiele: die ED- oder LD-Werte) statistische Größen darstellen, die sich aus einem Einzelexperiment nicht bestimmen lassen. Daher werden üblicherweise die zugrundeliegenden Dosis-Wirkungs-Kurven für die Einzelsubstanzen und ihre Mischungen über den gesamten Wirkungsbereich bestimmt und der für die Verwendung im Isobologramm jeweils vorgesehene Wert interpoliert. Da jedoch Dosis-Wirkungs-Beziehungen meist nicht über den gesamten Untersuchungsbereich linear verlaufen, sondern häufig ein S-förmigen Aussehen annehmen, können die experimentell bestimmten Werte nicht einfach einer linearen Regression unterworfen werden, um den Verlauf zu bestimmen. Hier ist vielmehr eine mathematische Transformation mittels eines Logit- oder Probit-Verfahrens erforderlich, um zu linearisierten Dosis-Wirkungs-Beziehungen zu gelangen. Der hierfür erforderliche Aufwand wird als Nachteil der Darstellung angesehen.
Ein vereinfachtes Verfahren zur Konstruktion von Isobologrammen auf dem Gebiet der Herbizide geht davon aus, dass Dosis-Wirkungs-Beziehungen im Bereich der IC50-Dosis (der das Wachstum des Zielorganismus zu 50 % hemmenden Dosis) üblicherweise linear verlaufen, so dass – bei entsprechender Auswahl der experimentell bestimmten Datenpunkte – wieder eine lineare Regression hinreichend ist, um den IC50-Wert interpolieren zu können. Aus einem entsprechenden Datensatz ist dann zwar nur noch eine Isobole (für den IC50-Wert) zu konstruieren, dafür vermindert sich der Aufwand für die mathematische Analyse der Daten.
Eine noch weiter vereinfachte Methode verzichtet auf die Konstruktion der Isobole, sondern geht nur noch von der Bestimmung der notwendigen Dosis für die zu kombinierenden Wirkstoffe in reiner Form aus, die zur Erreichung der interessierenden biologischen Antwort benötigt werden. Anschließend wird eine Mischung, die von beiden Stoffen jeweils 50 % dieser Dosis enthält, auf ihre Wirksamkeit getestet: Wird keine Wirkung beobachtet, wirken die Stoffe antagonistisch, wird gerade der interessierende Effekt erreicht, sind die Wirkungen additiv und bei einer Verstärkung des Effekts liegt Synergismus vor. Hier wird demnach nur grob unterschieden, ob die Wirkung dieser Kombination oberhalb, unterhalb oder auf der additiven Diagonalen eines (theoretischen) Isobologramms zu liegen kommt.